# Щербаков, Александр Сергеевич (футболист)
Алекса́ндр Серге́евич Щербако́в (род. 26 июня 1998, Полевской, Свердловская область, Россия) — российский футболист, полузащитник «Урала».

## Карьера
Александр Щербаков — воспитанник МФК «Синара» и Уральской футбольной академии. С 2012 по 2014 год был заявлен «Синарой» для участия в юношеской мини-футбольной суперлиге. В составе футбольной сборной Урала и Западной Сибири в 2014 году принимал участие в юношеском первенстве России среди регионов и был признан лучшим полузащитником турнира.
В 2015 году в составе юношеской сборной России сыграл 1 матч в рамках чемпионата Европы (до 17 лет).
В феврале 2015 года Щербаков был внесён в заявку ФК «Урал» и получил право выступать за команду как в чемпионате России, так и в молодёжном первенстве. 20 марта 2015 года впервые сыграл за молодёжную команду клуба. Всего в сезоне 2014/15 сыграл за молодёжный состав «шмелей» 9 матчей.
В сезоне 2015/16 сыграл за «молодёжку» «Урала» 12 матчей и забил 1 гол. В зимнее межсезонье дебютировал в основном составе «Урала», выйдя на замену в товарищеском матче с сербским клубом «Црвена Звезда» на позицию опорного полузащитника.
19 марта 2016 года дебютировал в чемпионате России, заменив Сергея Серченкова во втором тайме матча против «Терека»

## Достижения
- Финалист Кубка России: 2016/17
- Победитель 3-й группы Второй лиги: 2022/23